# Теорема Брианшона
Теорема Брианшона — классическая теорема проективной геометрии. Теорема была доказана Брианшоном в 1810 году.

## Формулировка
Если шестиугольник описан около конического сечения, то три диагонали, соединяющие противоположные вершины этого шестиугольника, проходят через одну точку.

### Замечания
- Теорема Брианшона двойственна к теореме Паскаля, а её вырожденный случай, приведённый ниже, двойственен к теореме Паппа.

## Вырожденные случаи
- Если стороны шестиугольника проходят поочерёдно через две данные точки, то три диагонали, соединяющие его противоположные вершины, проходят через одну точку.

- В произвольном треугольнике чевианы, соединяющие вершины с точкой касания противоположной стороны, пересекаются в одной точке.

- В описанном четырёхугольнике диагонали и прямые, соединяющие точки касания противоположных сторон, пересекаются в одной точке.